# Breached Cone
Breached Cone är en kulle i Antarktis. Den ligger i Östantarktis. Nya Zeeland gör anspråk på området. Toppen på Breached Cone är 141 meter över havet.
Terrängen runt Breached Cone är platt åt nordost, men åt sydväst är den kuperad. Havet är nära Breached Cone åt nordväst. Trakten är glest befolkad. Närmaste befolkade plats är McMurdo Station, 5,9 kilometer sydväst om Breached Cone. 